# Gare Vendôme
Cet article concerne la gare d'exo. Pour la station de métro Vendôme, voir Vendôme (métro de Montréal). Pour les autres significations, voir Vendôme (homonymie).
La gare Vendôme est une gare de l'arrondissement de Côte-des-Neiges–Notre-Dame-de-Grâce à Montréal. exo l'exploite pour ses lignes de train de banlieue Vaudreuil–Hudson, Saint-Jérôme et Candiac.

## Histoire
En 2015, le ministre des transports annonce le projet d'un pole intermodal qui reliera le métro, le train de banlieue et le Centre universitaire de santé McGill (CUSM). Le métro et l'hôpital sont séparés par les voies ferrées du Canadien Pacifique; un lien souterrain déjà construit passait par le stationnement souterrain, et le tout n'était pas accessible en fauteuil roulant. Le nouvel accès est ouvert le 31 mai 2021.
L'édicule a été érigé à côté de l'actuel donnant accès à la station de métro, soit interconnecté avec la clinique pour enfants du CUSM situé sur le boulevard De Maisonneuve. Il rend la station de métro, la gare et le lien piétonnier accessibles grâce à l'implantation de cinq ascenseurs. (Les voitures des trains de banlieue ne sont toujours pas accessibles.) Également, la gare a fait l'objet de modernisation.

## Correspondances

### Métro de Montréal
Une correspondance s'effectue avec la ligne 2 - orange par la station Vendôme.

### Autobus

#### Société de transport de Montréal

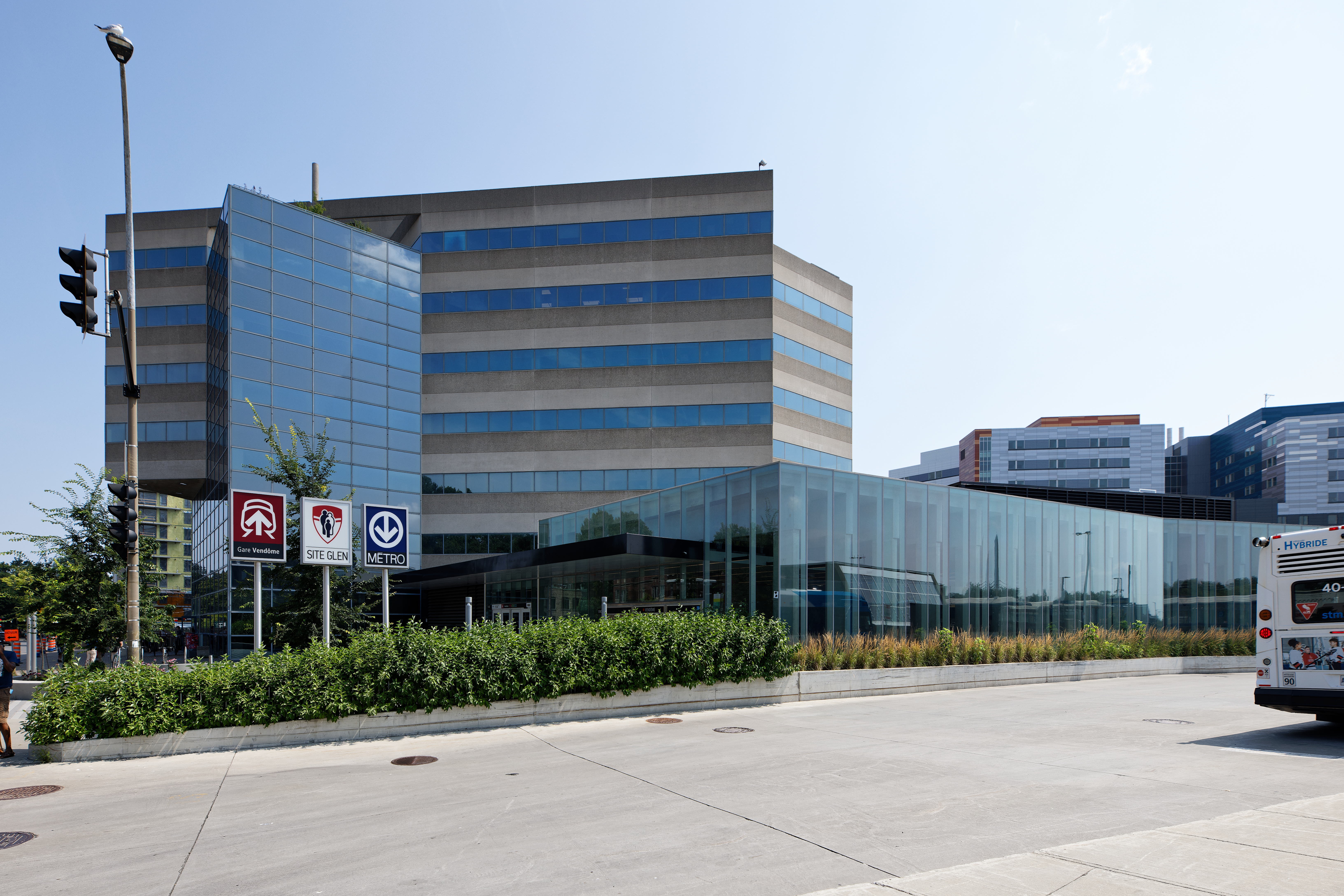
Nouveau édicule du métro et de la gare (Vendôme)

| Circuit | Destinations  | Tracé | Horaires |
| ------- | ------------- | ----- | -------- |
| 17      | Décarie       | Tracé | Horaires |
| 37      | Jolicœur      | Tracé | Horaires |
| 90      | Saint-Jacques | Tracé | Horaires |
| 102     | Somerled      | Tracé | Horaires |
| 104     | Cavendish     | Tracé | Horaires |
| 105     | Sherbrooke    | Tracé | Horaires |
| 124     | Victoria      | Tracé | Horaires |